# Ardo
Ardo sau Ardonus (posibil prescurtarea de la Ardabastus ori Ardabast) (n. secolul al VII-lea d.Hr. – d. 721 d.Hr., Narbonne, Languedoc-Roussillon, Franța) a fost ultimul rege al vizigoților din Hispania, domnind din 713 sau 714 și până la moartea sa. Regatului vizigot i-a fost deja redusă puternic suprafața și puterea datorită cuceririlor arabe din ultimii trei ani.
Ardo este amintit într-o singură listă regală vizigotă ca domnind timp de șapte ani. În 716, arabii au trecut Pirineii și au invadat Narbonensis, ultima provincie aflată sub controlul goților. În următorii trei ani Ardo, probabil, a apărat ceea ce mai rămăsese din regatul vizigot, pe care îl va pierde.

## Bibliogafie
- Thompson, E. A. The Goths in Spain. Oxford: Clarendon Press, 1969.
- Collins, Roger. The Arab Conquest of Spain, 710–97. Blackwell Publishing, 1989.
- Collins, Roger. Visigothic Spain, 409–711. Blackwell Publishing, 2004.

| Predecesor: Achila al II-lea | Rege al vizigoților 714 – 721 | Succesor: defunct |